# Gökhan Zan
Gökhan Zan (* 7. September 1981 in Antakya) ist ein ehemaliger türkischer Fußballspieler.

## Vereinskarriere
Er spielte in der Innenverteidigung und galt auf Grund seiner Statur als ein sehr robuster Verteidiger, der sich auf Grund seines Stellungsspiels auf seiner Position profilieren konnte. Durch überzeugende Leistungen war er Bestandteil der türkischen Fußballnationalmannschaft geworden. Bevor er zu Beşiktaş wechselte, spielte er für Çanakkale Dardanelspor, wo er erstmals ins Blickfeld der größeren türkischen Vereine geriet. Da er sich bei seinem neuen Verein auf Anhieb nicht in der Innenverteidigung durchsetzen konnte, wurde er an Gaziantepspor ausgeliehen. Dort konnte er erneut überzeugen und kam als erfahrener Spieler zu Beşiktaş zurück. Seitdem galt er als fester Stammspieler in der Innenverteidigung. 
Zur Saison 2009/2010 wechselte er ablösefrei zum Lokalrivalen Galatasaray Istanbul, für den er am 16. Juli 2009 unter Trainer Frank Rijkaard im Spiel gegen Tobol Kostanay debütierte.
In dieser Saison kam er noch auf 16 weitere Einsätze für Galatasaray. In der Spielzeit 2010/11 stand er dann 17-mal auf den Platz und erzielte einen Treffer.

## Nationalmannschaft
Gökhan Zan ist seit 2006 türkischer Nationalspieler. Er gehörte zum Kader der türkischen Mannschaft bei der Europameisterschaft 2008, bei der er 3-mal zum Einsatz kam.

## Erfolge
Beşiktaş Istanbul
- Türkischer Meister: 2008/09
- Türkischer Pokalsieger: 2005/06, 2006/07, 2008/09
- Türkischer Supercupsieger: 2006

Galatasaray Istanbul
- Türkischer Meister: 2011/12, 2012/13, 2014/15 1
- Türkischer Pokalsieger: 2013/14, 2014/15 1
- Türkischer Supercupsieger: 2012, 2013
- Emirates-Cup-Sieger: 2013
- Viertelfinalist der UEFA Champions League: 2012/13
- Achtelfinalist der UEFA Champions League: 2013/14

Mit der türkischen Nationalmannschaft
- Halbfinalist der Europameisterschaft: 2008